# Отонци
Отонци (енгл. Autons) су вештачки облик живота у британској научнофантастичној телевизијској серији Доктор Ху и Докторови противници. Осмислио их је сценариста Роберт Холмс за први серијал Џона Пертвија у улози Доктора, Напад из свемира (1970), и били су прва чудовишта која су се појавила у боји у серији.
Вратили су се у наредној сезони у Терору Отонаца (1971), у коме се такође први пут појавио лик Господара, али се више нису појавили у изворној серији. Холмс је намеравао да укључи Отонце у 23. сезони 1986. године, у причи под насловом Жута грозница и како је излечити, у којој би се појавили и Господар и Рани, али је прича напуштена јер је серија стављена на паузу од годину и по дана.
Отонци су у суштини пластичне лутке у природној величини, аутомати које је анимирала Нестенска свест, ванземаљска, бестелесна гешталт интелигенција која је први пут стигла на Земљу у шупљим пластичним метеоритима. Њихово име потиче од Ауто пластике, друштва у коме су се убацили Нестенци и која је касније производила своје Отонске шкољке у Нападу из свемира.
Отонци крију смртоносно оружје у својим рукама које може убити или претворити њихове мете у пару. Типични Отонац не изгледа нарочито реалистично, подсећа на манекенску лутку, роботизован је у својим покретима и нем. Међутим, могу се створити и префињенији Отонци који изгледају и делују људски осим благог пластичног сјаја на кожи и равног гласа. У 5. серијалу поново покренуте серије, они су приказани као способни да створе потпуно реалистичне људске реплике, способне да преваре друге људе.

## Историја
Нестенци су међу најстаријим бићима у универзуму Доктора Хуа, описани као створења која су постојала у „Мрачним временима“, заједно са Ракносима , Великим вампирима и Карионитима. На крају су покушали да нападну Земљу (у Нападу из свемира), користећи више Отонаца који изгледају као људи да замене кључне владине личности, иако је ове планове осујетио UNIT уз помоћ Доктора који је такође уништио њихов облик најезде, главоношца са више пипака.
Нестенци су се касније вратили у првом серијалу Пертвијеве друге године у улози Доктора Терор Отонаца у којој је такође уведен и Господар. У овом покушају, Нестенци су, поред својих слугу Отонаца, користили и више обичне, свакодневне пластичне предмете, анимиране пластичне играчке, столице на надувавање и вештачко цвеће. Доктор је убедио Господара да су Нестенци сувише опасни да би били поуздани савезници и они су преокренули радио сноп на који је сила за најезду улазила, шаљући га назад у свемир. Ово је било последње појављивање Нестенаца и Отонаца у изворној варијанти Доктора Хуа. Нису се вратили до епизоде „Роуз“ 2005.
Рани нацрти епизоде „Пет Доктора“ (1983) садржали су сцену у којој је Сара Џејн Смит наишла на неке Отонце, а спасао ју је Трећи Доктор, али је одбачена пре снимања због времена и трошкова. Треће појављивање је било планирано за прекинуту сезону 1986. током мандата Колина Бејкера у улози Доктора, али никада није остварено. Под називом Жута грозница и како је излечити, требало је да буде смештена у Сингапуру уз појављивања Рани и Господара. Прича, коју је требало да напише сценариста ветеран Роберт Холмс, постоји само у скици.
Када је серијал поново оживео 2005. године, продуцент и сценариста Расел Т. Дејвис изабрао је Отонце као прво чудовиште које ће бити представљено, иако се име Отонац никада није користило на екрану. Нестенци су се још једном убацили на Земљу, користећи технологију бржу од светлости у почетној епизоди серијала из 2005. У „Роуз“ је откривено да су Нестенци изгубили залихе хране током Временског рата када су њихове беланчевинске планете иструлиле. Њихова намера је била да збаце и униште људски род јер је Земља била права за њихове потребе потрошње, пуна дима, нафте и разних загађивача. На крају су уништени када је Роуз просула бочицу Докторовог "антипластичног" раствора у бачву од растопљене пластике у којој је био смештен главни део Свести, што је изазвало експлозију. У овој епизоди је утврђено да Нестенци анимирају Отонце путем телепатске пројекције, а такође је приказао Отонски факсимил који је могао да промени облик његових црта лица и удова. Отонци су се касније појавили у секвенци бљеска из прошлости који се дешавао током завршнице „Роуз“ у епизоди 2. серијала „Љубав и чудовишта“, а поново су се појавили као скеч у „Дневнику немогућих ствари“ Џона Смита у епизоди „Људска природа“.
Отонци су се вратили у епизоди из 2010. „Отварање Пандорике (1. део)“, заједно са многим другим чудовиштима из читаве историје серије да би ухватили Једанаестог Доктора. Отонци у овој епизоди су програмирани да верују да су војници римске легије, а међу њима је био и Рори Вилијамс, користећи сећања Ејми Понд. Били су веома реалистични и далеко префињенији од просечног Отонца, а њихове руке су садржавале футуристичке ласерске пушке, а не пројектилно оружје. Као и у појављивању из 2005. године, назив "Отонац" није коришћен у дијалогу. Фраза „Нестенски двојник“ је овде уведена да опише копију Рорија. Због утицаја пукотина у времену, Роријева копија је поседовала личност правог Рорија и могла је да се одупре контроли Нестена, касније радећи заједно са Доктором на спасавању универзума.
Отонци су касније поменути у епизоди 12. серијала „Праксеј“. У изјави сценаристе Пита Мектаја, првобитно је планирано да се Отонци појаве пре него што буду уклоњени у раној фази развоја.

## Друга појављивања
Нестенци су се такође појавили у огранак Доктор Ху романима (који су повезивали Свест са Великим Старцима из Ктулуових митова, посебно као потомак Шуб-Нигурата). У роману са Шестим Доктором „Необичан посао“ Герија Расела, Нестенци су користили рачунарске игрице и пластичне играчке у још једном покушају за освајање света. Касније су се поново појавили у роману „Синтеспијанци“ Крега Хинтона. Године 2008. Осми Доктор и Луси Милер поново су наишли на Отонце у аудио драми Храбри нови град. Ови Отонци су били део старог совјетског програма за убацивање у Британију током Хладног рата пре него што су због распада Совјетског Савеза Отонци остали заглављени у петљи у лажном британском граду створеном за шпијуне да би на крају развили независност. Роман са Десетим Доктором „Отоманија“ објављен је у септембру 2009. са Отонцима.
У часопису Доктор Ху годишњак 2006. чланак који је написао Расел Т. Дејвис помиње губитак планета Нестенске свести током Временског рата и наводи се да се „нашла како мутира под временском секирацијом“. Ово може бити помен на разлику између приказа Свести у „Нападу из свемира“ и „Роуз“.„“
Крајем 1990-их, ББВ је објавио трилогију направљених за видео филмова, под називом Отонац, Отонац 2 и Отонац 3. Ове приче су приказивале UNIT који се бори против Свести. У првом филму, Нестенске енергетска јединица и неколико Отонаца које је UNIT похватао у Нападу из свемира су се случајно поново активирали. У наставцима, одбегли Отонци покушавају да пробуде неколико успаваних Нестенаца који су постављени пре развоја људске цивилизације. Иако је ББВ имао дозволу да користи Нестенце, Отонце и UNIT сценариста који су их створили, каноничност ових филмова је нејасна.
У првом серијалу телевизијске емисије Мртва звона у скечу са Џоном Калшоом који посећује Лондонско око (назвавши га интерстицијском спиралом временског кашњења) у лику Четвртог Доктора, духовито је оптужио двојицу туриста: „Ви сте Отонци са планете Тосос!"
Године 2006. скица у емисији Шарлот Чрч Шоу показала је Доктора како испитује унутрашњу страну бутине оскудно одевене женске лутке. Када се суочио са Чрчовомм (која је глумила његову сапутницу), тврдио је да мисли да је то Отонац.
Појавили су се у броју 15 Часописа Доктор Ху – Битке у времену као главна тема броја.
Отонци се такође појављују у Лего Величинама. Појављују се на нивоу Доктора „Далечко истребљење Земље“ када играч путује у централни Лондон 2015. користећи ТАРДИС. Кад год играч уништи љубичасти камен, Отонци оживе из излога и нападају играча. Они се такође појављују у пустоловном свету Доктора Хуа као непријатељи који се могу срести.
Отонции се појављују у једној од мешаних књига Доктор Ху и господин Мен, објављеној у низу књига Доктор Мен.
Током 2020. године, као део обожаватељске „Пазите заједно“ епизоде „Роуз“, писац Расел Т. Дејвис написао је наставак епизоде „Роуз“ под називом „Освета Нестенаца“. Она приказује преживелог Отонца након догађаја из те епизоде.

## Пријем
Пишући за Looper.com, Ричард Чаковски је укључио Отонце на списак највећих антагониста серије. Иако каже да их је тешко схватити озбиљно, „њихова празна, безосећајна лица и укочени покрети чине их неким од најјезивијих антагониста са којима се Доктор сусретао у својим пустоловинама кроз време и простор“. Пишући у рецензији „Напада из свемира“ за АВ клуб, Кристофер Бан наводи да су „Отонци од секундарног значаја за причу“, али такође наглашава да „...пружају неке ефективно језиве тренутке“, истичући Хјуа Бурдена као Отонског двојника лика Ченинга, као и сцену у којој Отонци избијају из излога. Пишући за ТВ Доктор Ху, Рафаел Кијани је похвалио улогу Отонца у „Роуз“ као нечега чега би „деца могла да се уплаше сваки пут када прођу улицом“ и даље наглашава да „Сваки пут када видим излог, ја не могу а да не помислим на Отонце, тако да је то моћна слика“. Писац за Штребер Ендру Блер навео је сцену у којој каскадер Тери Волш који глуми Отонца пада низ литицу од шездесет стопа и поново се диже као највећи штос у серији, наглашавајући случајну природу вратоломије и како је то учинило да „Отонци изгледају језиво... створења која нису осећала бол“.
Слика лутака из продавнице који оживљавају у Нападу из свемира у пуном колору и пуцају на људе на улици, један је од иконичних тренутака серије и често се наводи као пример способности серије да свакодневне ствари учини застрашујућим. Употреба још обичних предмета у Терору Отонаца  — укључујући разоткривање полицајца као Отонца — изазвала је јавну полемику о томе да ли је програм превише застрашујући за децу. Прича се такође појавила у расправи у Дому лордова где је бароница Бејкон изразила забринутост да је превише застрашујућа чак и за старију децу.